# Männerfreundschaften
Männerfreundschaften ist ein deutscher Dokumentarfilm von Rosa von Praunheim aus dem Jahr 2018.

## Handlung
Dokumentarfilm über homoerotische Beziehungen zur Zeit der Weimarer Klassik von historischen Personen wie Johann Wolfgang von Goethe und Friedrich Schiller. Von Praunheim geht der Frage nach, inwieweit diese Freundschaften tatsächlich mit Homosexualität, wie sie Anfang des 21. Jahrhunderts verstanden wird, zu tun haben.

## Notizen
Männerfreundschaften ist inspiriert von der Publikation Warm Brothers – Queer Theory and the Age of Goethe von Robert D. Tobin, der Professor für Philosophie an der Clark University war. 
Der Film hatte seine Uraufführung 2018 beim Lichter Filmfest in Frankfurt am Main, wo er als bester Festivalbeitrag ausgezeichnet wurde, und lief unter anderem im selben Jahr bei den Lesbisch Schwulen Filmtagen in Hamburg, 2019 beim Festival des historischen Films in Potsdam, 2021 beim Portland German Film Festival und in der Uruguayischen Kinemathek in Montevideo sowie 2022 bei den Deutschen Filmtagen in Brașov. Die Kino-Premiere fand 2018 auf Einladung des Oberbürgermeisters Knut Kreuch, verbunden mit einer Einladung des Regisseurs in das Alte Rathaus, in Gotha statt. In der thüringischen Stadt wurden Teile des Films gedreht. Fernsehausstrahlungen folgten 2019 im MDR und auf Arte. Anlässlich von Rosa von Praunheims 80. Geburtstag am 25. November 2022 streamte das Goethe-Institut weltweit einen Monat lang Männerfreundschaften.

## Rezeption
Raimund Gerz bezeichnete Männerfreundschaften in der Zeitschrift epd Film als pädagogisch wertvoll. Er betonte die wissenschaftliche Erarbeitung der Thematiken und hob den unkonventionell scheinenden Stil von Praunheims hervor: Dieser „Workshopcharakter“ bediene sich Elementen aus vergangener Zeit, als Fernsehdokumentationen noch nicht mit spannender Hintergrundmusik versehen waren.
Bianka Pieringer von Spielfilm.de sah ein wesentliches Charakteristikum des Films in der vertieften Spekulation über die möglichen homosexuellen Liebschaften der genannten historischen Personen: Zur damaligen Zeit drückten Männer ihre seelische Bindung in ihren Briefen sehr dramatisch aus. Somit sollte bei diesen ausschweifenden Formulierungen nicht sogleich auf sexuelle Verhältnisse geschlossen werden.
Gaby Sikorski von Programmkino.de hob die dokumentarische Seriosität von Rosa von Praunheim (durch den Einsatz von Interviews mit internationalen Historikern, Germanisten und Literaturwissenschaftlern) hervor: In dem Film ginge es um den Zusammenhang intellektueller und erotischer Freiheit, den Rosa von Praunheim in einem „lustvollen Umgang mit Goethe und seinen Zeitgenossen zum Ausdruck bringt“. Sie schrieb dem Film eine mit Sorgfalt geschaffene leichte, vergnügliche und sinnliche Atmosphäre zu. Im Ergebnis handele es sich bei dem Film um einen Gewinn für das kunsthistorisch interessierte Publikum, so die Kritikerin.
Philipp Stadelmaier schrieb in der Süddeutschen Zeitung: „Weimar queer zu machen – das ist für ihn [Rosa von Praunheim] keine Frage historischer Akkuratesse, sondern eine Frage der Travestie, und eine spielerische Hypothese – was äußerst vergnüglich ist.“

## Auszeichnungen
- 2018: Lichter Bembel[13]
- 2019: Nominierung für den Clio-Award beim Festival des historischen Films in Potsdam[14]